# Sąd Kameralny Rzeszy

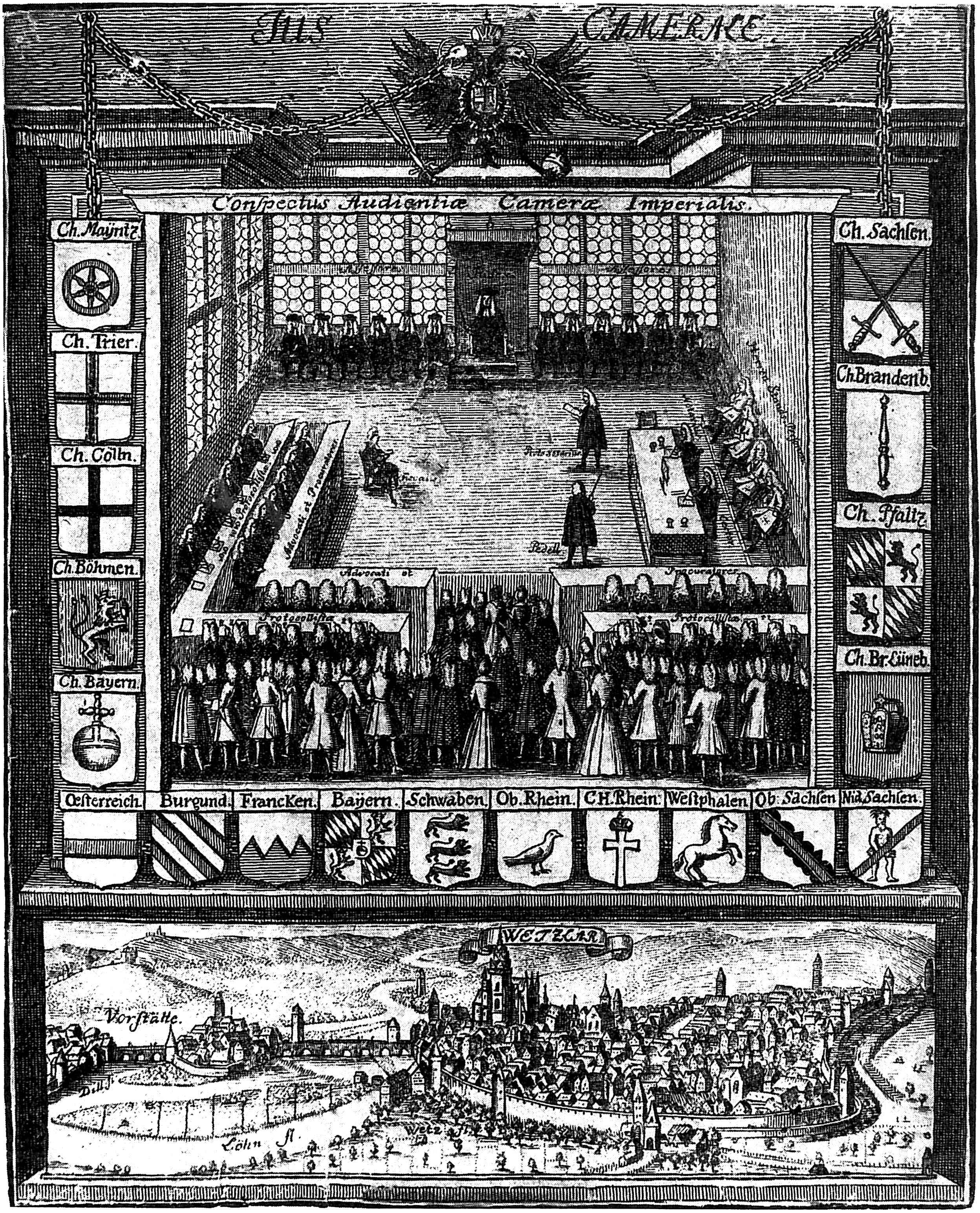
Sesja Sądu Kameralnego Rzeszy, miedzioryt z 1750 roku.

Sąd Kameralny Rzeszy (niem. Reichskammergericht, łac. Camerae Imperialis Judici) – najwyższa instancja sądownictwa I Rzeszy w epoce nowożytnej. Został ustanowiony przez cesarza Maksymiliana I Habsburga i Sejm Rzeszy obradujący w Wormacji w 1495 roku. Zbierał się w Spirze, a od końca XVII wieku w Wetzlarze.
Postulat utworzenia tej instytucji był elementem programu reformy Rzeszy (Reichsreform) wysuwanego przez niektórych książąt niemieckich, dążących do ograniczenia władzy cesarskiej. W efekcie władza sądowa cesarza znacznie zmalała.
Kompetencje Sądu obejmowały:
- w pierwszej instancji – spory między wyższą szlachtą Rzeszy, skargi cywilne przeciwko niej i spory między osobami podległymi różnym wyższym szlachcicom Rzeszy. Skargi karne przeciwko wyższej szlachcie Rzeszy rozpatrywała Rada Nadworna Rzeszy.
- w drugiej instancji – apelacje w sprawach cywilnych od wyroków sądów wyższej szlachty Rzeszy (jedynie wówczas, gdy przedmiot sporu miał wartość co najmniej 400 talarów). Zakres działalności malał wraz z rozpowszechnianiem się privilegium de non appellando, początkowo właściwego jedynie elektorom Rzeszy (p. Złota Bulla Karola IV).

W praktyce Sąd rozpatrywał głównie sprawy o naruszenie pokoju ziemskiego (Landfried), naruszenie aktów banicji cesarskiej i przestępstwa skarbowe.
Sąd Kameralny Rzeszy składał się z 28 członków: przewodniczącego mianowanego przez cesarza, dwóch prezydentów i dwudziestu pięciu asesorów. Z tych ostatnich pięciu mianował cesarz, dwudziestu stany Rzeszy; połowa musiała mieć pochodzenie szlacheckie, a połowa doktorat nauk prawnych.
Jako podstawę wyrokowania przyjmował prawo zwyczajowe, ustawy Rzeszy oraz prawo rzymskie traktowane jako powszechne. To ostatnie stosowano posiłkowo (subsydiarnie), gdy brakło norm w pozostałych prawach. Stosowanie prawa rzymskiego na terytorium całej Rzeszy przyczyniło się do szybkiej jego recepcji.